# Ptilinopus leclancheri
El tilopo barbinegro o tilopo de barba negra (Ptilinopus leclancheri) es una especie de ave Columbidae de la familia Columbidae propia de las Filipinas y Taiwán.

## Descripción
Es un ave de porte medio que mide unos 27 cm de largo. El macho es un ave colorida: su vientre y alas son verdes, su cola marrón, su cabeza y cuello son gris blanquecino siendo la base violeta, el iris de sus ojos es rojo y posee una pequeña mancha negra debajo de su pico amarillo. La cabeza, cuello y pecho de la hembra son verdes.
Su dieta consiste principalmente de frutos. La hembra pone un solo huevo en un nido construido con ramitas.

## Distribución y hábitat
Se la encuentra en los bosques húmedos tropicales del sur de Taiwán y de las Filipinas, lugar este último donde es bastante común.